# GMT Games
GMT Games è una casa editrice statunitense di giochi da tavolo, fondata nel 1990 e specializzata in wargame. A partire dalla sua fondazione è stata la più attiva fra le case produttrici di wargames, riuscendo a pubblicare circa 10 nuovi titoli ogni anno. Tony Curtis, Rodger MacGowan, Mark Simonitch ed Andy Lewis fanno parte del team creativo e grafico della GMT. Fra gli autori di giochi che pubblicano regolarmente per la società ci sono Richard Berg e Ted Raicer.
Il genere di giochi pubblicato è abbastanza variegato: sono presenti giochi da tavolo per famiglie, giochi di carte, giochi di guerra introduttivi al genere ed imponenti ed impegnative simulazioni (i cosiddetti monster games).

## Storia
Il nome GMT proviene dalle iniziali dei nomi fondatori: Gene Billingsley, Mike Crane e Terry Shrum. Tuttavia abbastanza presto Crane e Shrum lasciarono la GMT per fondare una nuova società la Fresno Gaming Association.
Nella primavera del 1990 Gene Billingsley si recò presso lo studio artistico di Rodger MacGowan a Santa Monica, per discutere della possibilità di collaborazione da parte di MacGowan con una nuova casa produttrice di wargames. La richiesta iniziale era di realizzare rapidamente la parte grafica per tre nuovi giochi, in tempo per il lancio di questi prodotti alla convention Origins della seguente estate. Poiché era già impegnato in altri progetti, MacGowan dichiarò la propria disponibilità a partecipare al nuovo progetto, ma solo dopo la convention. Billingsley accettò la proposta e MacGowan divenne art director della nuova società, che presentò alla fine del 1990 i primi tre wargames: Operation Shoestring, Silver Bayonet e AirBridge to Victory.

## Elenco dei giochi

### 0-9
- 1805: Sea of Glory
- 1863
- 1914: Twilight in the East
- 1989: Dawn of Freedom

### A
- Agincourt
- Air Bridge to Victory
- Air Warning Red
- Alesia: Great Battles of History
- Andean Abyss
- Arctic Storm - The Russo-Finnish winter war 1939-40
- Ardennes '44
- Asia Engulfed
- Attila
- Austerlitz 1805 - Napoleon's Greatest Victory

### B
- Barbarossa Army Group North, 1941
- Barbarossa Army Group South, 1941
- Barbarossa: Army Group Center, 1941
- Barbarossa: Crimea
- Barbarossa: Kiev to Rostov
- Bataan!
- The Battle for North Africa
- Battle Line
- The Battle of Cheriton, 1644
- Battle of Churubusco
- The Battle of Kasserine Pass
- The Battles of Waterloo
- Battles with the Gringos
- Blackbeard
- Blood & Sand
- Bloody April, 1917: Air War Over Arras, France
- Blue vs. Gray
- Bomber Command
- Borodino: Battle of the Moskova, 1812
- Brandywine
- Britain Stands Alone
- The Burning Blue

### C
- Caesar in Alexandria
- Caesar: Conquest of Gaul
- Caratacus
- Carthage - The Ancient World: Vol. II
- Cataphract
- Chandragupta
- Clash of Giants
- Clash of Giants II
- Clash of Monarchs
- Colossus: Great Sieges of History
- Combat Commander: Europe
  - Combat Commander: Battle Pack #1 - Paratroopers (espansione)
  - Combat Commander: Battle Pack #2 – Stalingrad (espansione)
  - Combat Commander: Mediterranean (espansione)
- Combat Commander: Pacific
- Commands & Colors: Ancients
  - Commands & Colors: Ancients Expansion - #1: Greece & Eastern Kingdoms (espansione)
  - Commands & Colors: Ancients Expansion - #2: Rome and the Barbarians (espansione)
  - Commands & Colors: Ancients Expansion - #3: The Roman Civil Wars (espansione)
  - Commands & Colors: Ancients Expansion - #4: Imperial Rome (espansione)
  - Commands & Colors: Ancients Expansion - #5: Epic Ancients I (espansione)
  - Commands & Colors: Ancients Expansion - #6: The Spartan Army (espansione)
- Commands & Colors: Napoleonics
  - Commands & Colors: Napoleonics Expansion - #1: The Spanish Army (espansione)
  - Commands & Colors: Napoleonics Expansion - #4: The Russian Army (espansione)
- The Conquerors: Alexander the Great
- Conquest of Paradise
- Conquistador
- Corsairs and Hellcats
- Crisis: Korea 1995
- Crisis: Sinai 1973
- Crown of Roses
- Cuba Libre

### D
- Dead of Winter
- The Devil's Horsemen
- Dominant Species
- Down in Flames Squadron Pack 1 - Fighters
- Down in Flames Squadron Pack 2 - Bombers
- Down In Flames: Air Umbrella Over Dunkirk (modulo)
- Down In Flames: Winter War 1939-40 (modulo)
- Downtown: Air War Over Hanoi, 1965-1972
- The Drive On Metz, 1944

### E
- Eighth Air Force
- Elusive Victory: The Air War over the Suez Canal, 1967-1973
- Empire of the Sun
- Europe Engulfed

### F
- FAB: The Bulge
- Fading Glory
- Fields of Fire
- Fighting Formations: GD Infantry Div.
- Fire in the Lake
- Flagship: Coyote Stands
- Flagship: Prometheus Unchained
- Flying Colors
- For the People
- Formula Motor Racing

### G
- Galaxy: the Dark Ages
- Gergovia
- Glory
- Glory II: Across the Rappahannock
- Glory III
- Grand Illusion: The 1914 Campaign in the West
- The Great Battles of Alexander
  - Phalanx, Great Battles of Alexander (modulo)
  - Diadochoi (modulo)
  - Juggernaut (modulo)
- The Great Battles of Julius Caesar (The Civil Wars 48-45 B.C.)
  - Dictator (modulo)
  - Veni Vidi Vici (modulo)
- Great Battles of the American Civil War: Three Days of Gettysburg
- Great Campaigns of the Thirty Years War
- The Great War In Europe: Deluxe Edition
- Gringo!
- Guilford
- Gustav Adolf the Great: With God and Victorious Arms

### H
- The Halls of Montezuma
- Hellenes: The Peloponnesian War
- Here I Stand
  - Here I Stand (espansione per 2 giocatori)
- Hornet Leader

### I
- Invasion Sicily
- Invasion: Norway
- Ivanhoe

### J
- Jugurtha, GBoH Module for Caesar and SPQR
- June 6
- Justinian

### K
- Kaiser's Pirates
- Kasserine
- Kutuzov

### L
- Labyrinth: The War On Terror
- Leaping Lemmings
- Lion of the North
- Lonato
- Lost Victory: Manstein At Kharkov, Winter 1943

### M
- Mamluk
- Manifest Destiny
- Manoeuvre
- Medieval
- Men of Iron - Volume I: The Rebirth of Infantry
- Monmouth
- Mr. Madison's War

### N
- Next War: Korea
- The Napoleonic Wars
- Nightfighter
- Navajo wars

### O
- Onward, Christian Soldiers
- Operation Mercury
- Operation Shoestring: Guadalcanal

### P
- Pacific Typhoon
- Panzer
  - Panzer Expansion #1: The Shape of Battle - The Eastern Front (espansione)
  - Panzer Expansion #2: The Final Forces on the Eastern Front (espansione)
- Paths of Glory
  - Paths of Glory Player's Guide (espansione)
- Patton Takes Command, the Tunisian Campaign, 1942-43
- Pax Baltica
- Pax Romana
- Poland 1939
- PQ-17 Arctic Naval Operations 1941-43
- Prussia's Glory
- Prussia's Glory II
- Pursuit of Glory

### R
- RAN
- Red Badge of Courage
- Reds! The Russian Civil War 1918-1921
- Red Winter
- Rise of the Luftwaffe
- Rise of the Luftwaffe - Kuban Bridgehead
- The Rise of the Roman Republic - The Ancient World: Vol. 1
- Risorgimento 1859
- River of Death
- Roads to Leningrad
- Rome

### S
- Saints in Armor
- Samurai
- Santa Fe Rails
- Saratoga
- Savannah: American Revolution Series Vol. IV
- Sekigahara: Unification of Japan
- Serpents of the Seas
- Ship of the Line
- Silver Bayonet: The First Team in Vietnam, 1965
- Simple Great Battles of History
  - Simple GBOH Battle Manual
- Space Empires
  - Space Empires: Close Encounters (espansione)
- SPQR
  - Africanus (modulo)
  - Barbarian (modulo)
  - Consul for Rome (modulo)
  - Pyrrhic Victory (modulo)
  - Tagus River (modulo)
  - War Elephant (modulo)
  - Deluxe SPQR (espansione)
- Stalin's War
- The Storm Breaks
- Successors (terza edizione[3])
- Sun of York
- Sweden Fights On
- Sword of Rome, The: Conquest of Italy, 362-272 BC
  - Sword of Rome (espansione per 5 giocatori)

### T
- The Battle for Normandy
- The Caucasus Campaign: The German-Russian War in the Caucasus, 1942
- The Spanish Civil War 1936-1939
- The Wild West: The Range Wars of 19th Century America
- Thirty Years War: Europe in Agony, 1618-1648
- This Accursed Civil War
- The Three Days Of Gettysburg (I edizione)
- The Three Days of Gettysburg (II edizione)
- Thunderbolt/Apache Leader
- Tigers in the Mist
- Triumph & Glory: Battles of the Napoleonic Wars 1796-1809
- Twilight Struggle
- Typhoon!
- Tyrant: Battles of Carthage versus Syracuse

### U
- Ukraine '43
- Under the Lily Banners
- Unhappy King Charles

### V
- Victory in the West
- Virgin Queen
- Von Manstein's Backhand Blow

### W
- War Galley
  - War Galley - Salamis
- Wellington
- Washington's War
- Wilderness War
- Winds Of Plunder
- A World at War
- World War II: Barbarossa to Berlin

### Z
- Zero!
  - Zero!: Java (modulo)
  - Zero!: The Netherlands East Indies (modulo)
- Zulu Alert